# 布吕克
布吕克（德語：Brück，發音：[bʁʏk] ⓘ）是德国勃兰登堡州波茨坦-米特尔马克县的城市，面积86.19平方千米，2023年12月31日人口为4,248人。